# Alexgeorgea
Alexgeorgea Carlquist  è un genere di piante della famiglia delle Restionacee, endemico dell'Australia.
Il nome del genere è un omaggio al botanico australiano Alex George.

## Tassonomia
Comprende le seguenti specie:
- Alexgeorgea ganopoda L.A.S.Johnson & B.G.Briggs, 1990
- Alexgeorgea nitens (Nees) L.A.S.Johnson & B.G.Briggs, 1986
- Alexgeorgea subterranea Carlquist, 1976